# Alchemilla serbica
Alchemilla serbica é uma espécie de rosácea do gênero Alchemilla, pertencente à família Rosaceae.